# Barttasse

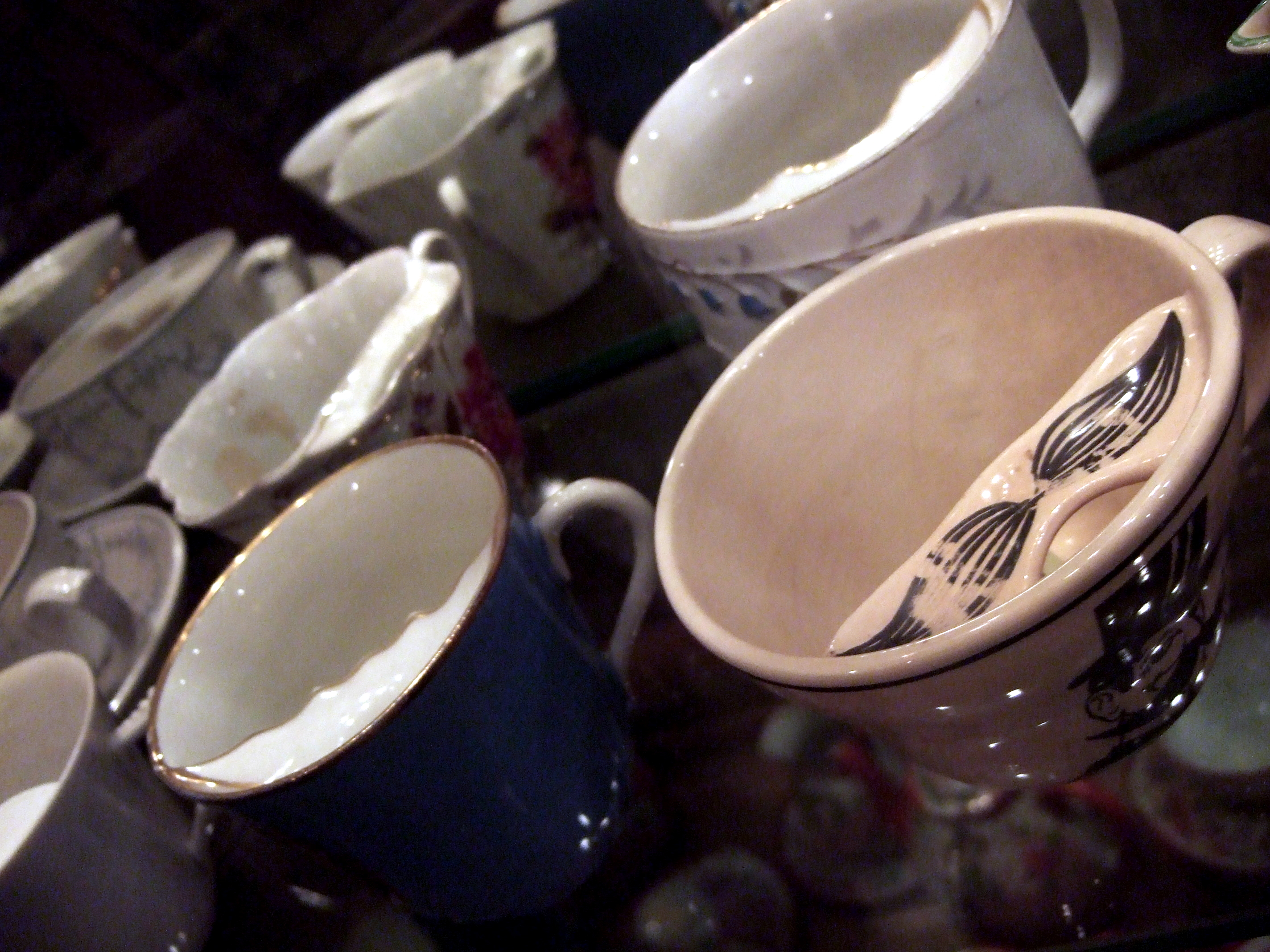
Barttassen

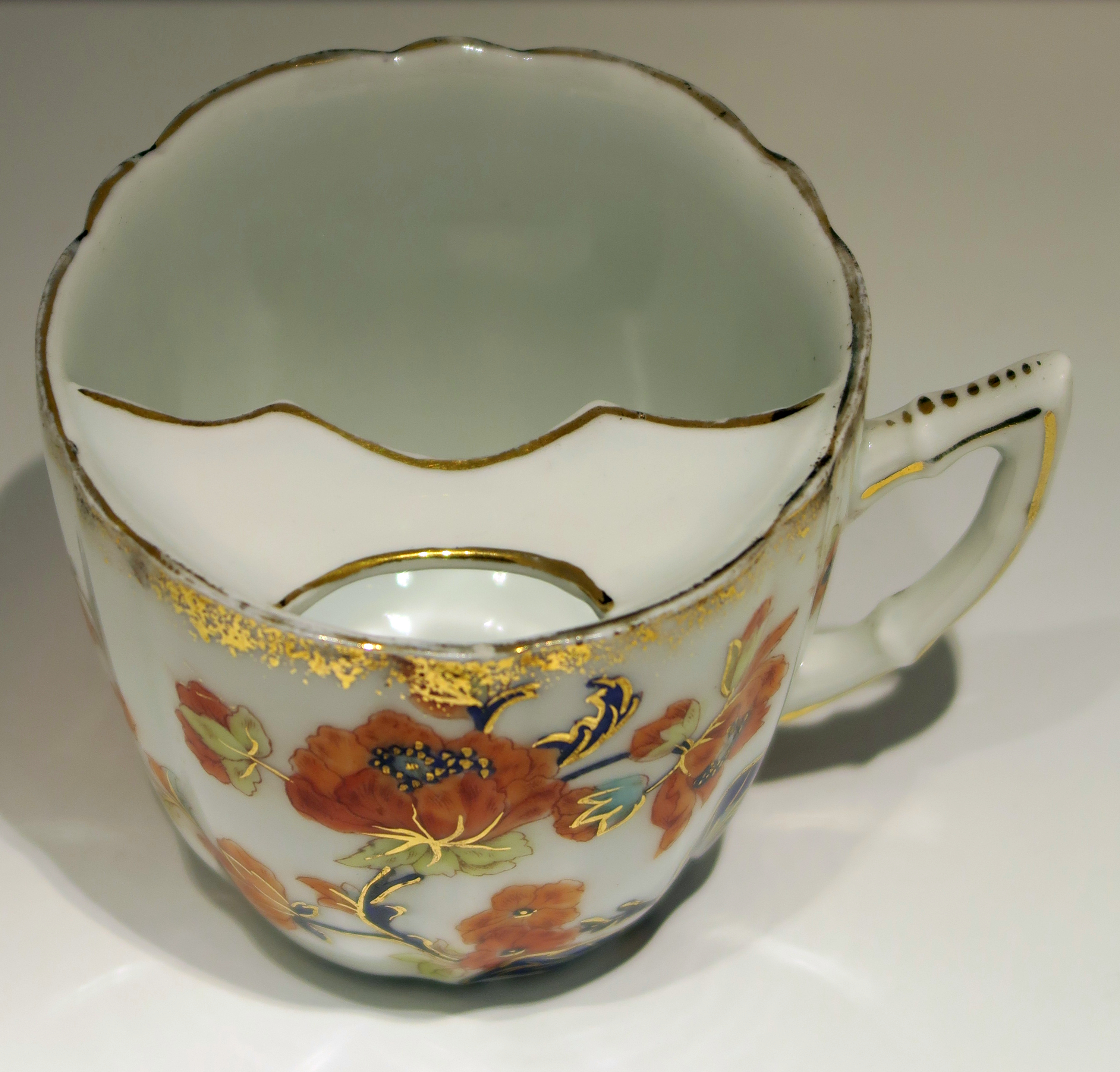
Barttasse, Tirschenreuth um 1880

Als Barttasse bezeichnet man eine Tasse für Männer, die innen – oberhalb der Stelle, wo beim Trinken der Mund gewöhnlich angesetzt wird – einen horizontalen Steg besitzen, der den Bart und das Wachs, das im 19. Jahrhundert zur Schnurrbartmodellierung verwendet wurde, vor der Benetzung durch das Getränk bzw. dem Aufweichen durch heißen Dampf schützen sollte. Barttassen wurden meist aus Porzellan hergestellt, seltener aus Steingut oder Silber.
Verbreitet waren sie im englischen, französischen, deutschen und nordamerikanischen Kulturraum um 1860 bis 1920.
Es gibt Barttassen bekannter Porzellanhersteller aus Derby, Meißen, Limoges oder Imari.
Die erste bekannte Barttasse geht auf den englischen Töpfer Harvey Adams zurück, der diese Erfindung im Jahr 1860 machte. Er besaß eine Porzellanfabrik und hatte mit seiner Innovation großen Erfolg, so dass bald viele Töpfereien auf der ganzen Welt Barttassen nach seinem Vorbild herstellten.